# 이진우 (1934년)
이진우(李珍雨, 1934년 2월 20일~2010년 5월 10일)는 대한민국의 법조인, 정치인이다. 본관은 경주이다.

## 생애
경상북도 영덕에서 출생했다. 검사로 근무하다가 정계에 입문하였다. 제 11,13대 국회에서 조찬기도회 회장을 맡고 소망교회 장로가 되었다. 대한민국 제17대 대통령 이명박과는 동향(동성동본)이며 같은 소망교회 교인이라, 이명박 인맥으로 분류된다.
2010년 5월 10일, 향년 77세의 나이로 별세했다.

## 학력
- 포항초등학교 졸업
- 포항중학교 졸업
- 포항고등학교 졸업
- 서울대학교 법과대학 학사
- 서울대학교 대학원 법학석사
- 미국 캘리포니아 대학교 버클리 석사 과정 수학 (형사정책)

## 약력
- 고등고시 사법과 합격
- 대한민국 해군 법무관
- 검사 및 부장검사
- 1980년 : 국가보위입법회의 입법의원
- 1981년 ~ 1985년 : 제11대 국회의원 (민주정의당)
- 민주정의당 정책위의장
- 1988년 ~ 1992년 : 제13대 국회의원 (민주정의당)
- 1988년 하계 패럴림픽 대회조직위원장
- 청와대 정무제1수석비서관
- 변호사
- 한글학회 모두모임 이사
- 법률신문 사장

## 역대 선거 결과
|  | 46.45% |

|  | 43.46% |

|  | 39.90% |